# Bianka Kéri
Bianka Kéri (zwischenzeitlich Bartha-Kéri * 19. April 1994 in Veszprém) ist eine ungarische Mittelstreckenläuferin, die auch im Sprint an den Start geht.

## Sportliche Laufbahn
Erste internationale Erfahrungen sammelte Bianka Kéri im Jahr 2011, als sie bei den Jugendweltmeisterschaften nahe  Lille im 400-Meter-Lauf mit 56,97 s im Halbfinale ausschied und anschließend beim Europäischen Olympischen Jugendfestival (EYOF) in Trabzon in 55,44 s den fünften Platz belegte und mit der ungarischen 4-mal-100-Meter-Staffel mit 52,64 s in der Vorrunde ausschied. Im Jahr darauf gelangte sie bei den Juniorenweltmeisterschaften in Barcelona bis in das Halbfinale und schied dort mit 54,68 s aus, während sie mit der 4-mal-400-Meter-Staffel in 3:48,72 min den Finaleinzug verpasste. 2013 scheiterte sie dann bei den Junioreneuropameisterschaften in Rieti mit 54,53 s in der ersten Runde. 2015 nahm sie im 800-Meter-Lauf an den U23-Europameisterschaften in Tallinn teil, schied dort aber mit 2:05,30 min im Vorlauf aus. Im Jahr darauf erreichte sie bei den Europameisterschaften in Amsterdam das Halbfinale über 800 Meter und schied dort mit 2:03,47 min aus. 2017 scheiterte sie bei den Halleneuropameisterschaften in Belgrad mit 2:07,71 min in der ersten Runde. Ende August nahm sie an der Sommer-Universiade in Taipeh teil und belegte dort in 2:04,00 min den sechsten Platz. 2018 nahm sie erneut an den Europameisterschaften in Berlin teil und schied dort mit 2:03,44 min im Halbfinale aus. 2021 siegte sie in 2:01,34 min bei der Hungarian GP Series Tatabánya sowie in 2:01,56 min beim Memoriál Josefa Odložila und mit 2:01,77 min beim Kladno hází a Kladenské Memoriály und qualifizierte sich somit über die Weltrangliste für die Olympischen Spiele in Tokio, bei denen sie mit 2:02,82 min aber nicht über die erste Runde hinauskam.
2022 siegte sie in 2:03,13 min bei den Trond Mohn Games sowie in 2:01,35 min beim Meeting International d’Athlétisme de la Province de Liège, ehe sie bei den Europameisterschaften in München mit 2:02,99 min im Vorlauf ausschied. Zudem verpasste sie mit der 4-mal-400-Meter-Staffel mit 3:29,39 min den Finaleinzug. Daraufhin siegte sie in 2:01,21 min bei der Hungarian GP Series – Budapest sowie in 2:00,29 min bei der Hungarian GP Series – Pápa. Im Jahr darauf erreichte sie bei den Halleneuropameisterschaften in Istanbul das Semifinale über 800 Meter und schied dort mit 2:03,36 min aus. Im Juni wurde sie bei der 2. Liga der Team-Europameisterschaft im Rahmen der Europaspiele in Chorzów mit 1:59,80 min Zweite sicherte sich damit ligenübergreifend die Silbermedaille hinter der Ukrainerin Natalija Krol. Im August schied sie bei den Weltmeisterschaften in Budapest mit 2:01,68 min im Halbfinale aus. Zudem schied sie mit der 4-mal-400-Meter-Staffel mit 3:27,79 min im Vorlauf aus und verpasste auch mit der Mixed-Staffel mit 3:14,08 min den Finaleinzug. 2024 kam sie bei den Hallenweltmeisterschaften in Glasgow mit 2:03,95 min nicht über den Vorlauf über 800 Meter hinaus und auch bei den Europameisterschaften in Rom im Juni schied sie mit 2:03,37 min in der ersten Runde aus und verpasste mit der Frauenstaffel mit 3:31,28 min den Finaleinzug. Im Jahr darauf schied sie bei den Halleneuropameisterschaften in Apeldoorn mit 2:09,71 min im Vorlauf über 800 Meter aus.
In den Jahren von 2014 bis 2018 sowie von 2020 bis 2023 wurde Bartha-Kérin ungarische Meisterin im 800-Meter-Lauf im Freien sowie 2013, 2016 und 2017 sowie von 2021 bis 2025 auch in der Halle. 2012 und von 2014 bis 2016 und 2023 siegte sie auch über 400 Meter und 2012 in der 4-mal-400-Meter-Staffel. In der Halle siegte sie in den Jahren 2013, 2014, 2016 und 2022 über 400 Meter sowie 2013 auch in der 4-mal-400-Meter-Staffel.

## Persönliche Bestleistungen
- 400 Meter: 52,61 s, 7. Juli 2023 in Budapest
  - 400 Meter (Halle): 53,44 s, 26. Februar 2022 in Nyíregyháza
- 800 Meter: 1:59,80 min, 21. Juni 2023 in Chorzów
  - 800 Meter (Halle): 2:01,95 min, 19. Februar 2023 in Nyíregyháza